# Professor (Norge)
Professor är i Norge den högsta lärartjänsten inom universitet och högskolor. Före 1990 utsågs professorer av Konungen i statsråd. Numera anställs professorerna direkt av högskolan ifråga.
Titeln professor är skyddad och kan endast användas vid universitet och högskolor; Norge har även en stor forskningssektor utanför universitet och högskolor, institutssektorn. Professor är likvärdig med forskare I eller forskare med professorskompetens (research professor) inom institutssektorn. Båda kräver formell professorskompetens enligt nationell förordning. Professor II är en deltidsanställning som professor vid en högskola där huvudanställningen är vid ett institut, ett universitetssjukhus eller liknande.

## Professorskompetens
Formell professorskompetens är en förutsättning för att inneha en anställning som professor (inklusive professor II) eller forskare med professorskompetens/forskare I. Professorskompetens tilldelas genom en extern sakkunniggranskning av tre professorer enligt nationell förordning.
Det kvantitativa minimikravet till vetenskaplig produktion är normalt publicering motsvarande tre doktorsavhandlingar, och dessutom finns det ett antal kvalitativa krav om hög vetenskaplig kvalitet, viktiga och originella bidrag till ämnet, publicering i centrala vetenskapliga kanaler (särskilt högt rankade internationella tidskrifter), vetenskaplig bredd och andra krav. Kraven om vetenskaplig bredd, originalitet och betydande vetenskapliga bidrag inom olika forskningsområden är särskilt viktiga. En betydande del av forskningen ska vara av högre kvalitet än kravet vid doktorsexamen. I praktiken krävs därför ofta en större produktion än det nämnda minimikravet.
Traditionellt läggs i Norge vid utnämning eller befordran till professor ingen stor vikt vid undervisning då professorskompetens traditionellt ses som en rent vetenskaplig kvalifikation. Vid befordran från førsteamanuensis (universitslektor/docent) till professor fram till 2019 beaktades endast forskningskvalifikationer. Från 2019 har undervisningsspecifika tilläggskrav införts vid högskolor (dock inte inom institutssektorn), med möjliga undantag vid rekrytering av forskare från utlandet eller andra sektorer än högskolor (t.ex. institutssektorn eller universitetssjukhus). Dock skal huvudvikten fortfarande ligga på forskning och undervisningserfarenhet kan inte kompensera för brister i vetenskaplig kompetens.

## Professor I
Professor I är en informell benämning på en huvudanställning (vanligtvis heltidsanställning) som professor. Vid de etablerade universiteten har professorer traditionellt 50% tid för forskning och 50% tid för undervisning och handledning. Enligt tidsanvändningsundersökningen för universitet och högskolar spenderar heltidsprofessorer i Norge i genomsnitt dock endast 31% av sin tid på forskning.

## Professor II

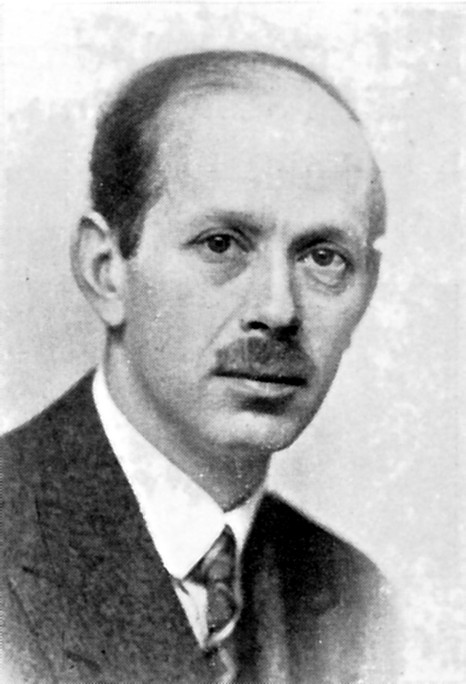
Den första professorn II var oceanografen Harald Ulrik Sverdrup, dåvarande direktör för Norsk Polarinstitutt och före detta professor (I) i Bergen, som blev professor II i geofysik vid Universitetet i Oslo 1949

Professor II är i Norge benämningen på en sidoanställning (på norska bistilling, annenstilling eller andrestilling) som professor, därav det romerska talet II. Titeln är bara professor, och de vetenskapliga kraven är alltid de samma som för en vanlig professor. Professorer II är fullvärdiga professorer i Norge med samma status och rättigheter i universitetssamhället som andra professorer. Professorer II kan använda titeln på samma villkor som andra professorer, även efter pensionering (t.ex. som professor emeritus). En professor II motsvarar i viss utsträckning en adjungerad professor i Sverige; dock är en professor II formellt anställd och avlönad vid ett universitet och starkare knuten till universitetssamhället på lika villkor som andra professorer. Före 1990 utsågs professorer II, liksom andra professorer, av Konungen i statsråd.
En professor II-anställning kan maximalt utgöra 20% av en heltid, som vanligtvis kommer på toppen av en heltidsanställning, dvs. 120% totalt, med därefter högre lön. Förarbetena till universitets- och høyskoleloven uttalar att huvudsyftet med professor II-ordningen är  "ämnesmässigt samarbete med andra institutioner", normalt mellan ett universitet och andra forskningssektorer som forskningsinstitut och universitetssjukhus. Professorer II har mindre andel undervisning/handledning (typiskt 5–10%) eller ingen undervisning alls, vilket skiljer dem från vanliga professorer.
Professorer II har i de flesta fallen en högre klinisk tjänst vid ett universitetssjukhus, typiskt som överläkare eller psykologspecialist, eller en forskartjänst med professorkompetens, kallad forskare I (engelska research professor) vid ett forskningsinstitut. Professorer II har vanligtvis en ledande roll hos huvudarbetsgivaren och är i många fall ledare för en forskargrupp eller laboratorium, eller har en högre administrativ ledarposition, t.ex. som generaldirektör för Meteorologisk institutt eller för Folkehelseinstituttet, eller som klinikchef eller sjukhusdirektör. Professor II-anställningar används särskilt i medicin, psykologi och vissa naturvetenskapliga ämnen som fysik och biologi, men kan användas inom alla ämnesområden. De flesta norska medicinprofessorerna är professor II med huvudtjänst vid ett universitetssjukhus och arbetar i praktiken ofta 40% med forskning och undervisning och 60% med kliniskt arbete. Professorer med huvudanställning vid ett forskningsinstitut arbetar främst med forskning och forskningsledning, och är vanligtvis mycket framstående forskare. Den första professorn II var oceanografen Harald Ulrik Sverdrup, dåvarande direktör för Norsk Polarinstitutt och före detta professor (I) i Bergen, som blev professor II i geofysik vid Universitetet i Oslo 1949.
Professor II-tjänster är i många fall finansierade av huvudarbetsgivaren och knutna till huvudanställningen, exempelvis en klinisk anställning. Det händer relativt ofta att professor II-tjänster etableras för personer som redan är anställd av huvudarbetsgivaren och anställning som professor II sker genom kallelse, vilket möjliggörs i universitets- och høyskoleloven § 6-3 (4). 
Anställningen som professor II är som regel tidsbegränsad till 5 år, som kan förnyas ett obegränsat antal gångar enligt universitets- och høyskoleloven § 6-6.

## Forskare med professorskompetens
Titeln forskare I eller forskare med professorskompetens, även betecknat chefsforskare eller forskningsprofessor (engelska research professor) är den högsta positionen i den norska institutssektorn, forskningsinstitut som inte ingår i universitet eller högskolor (t.ex. Havforskningsinstituttet, Folkehelseinstituttet). Anställningen kräver formell professorskompetens och motsvarar fullt ut en professor. Forskare I är en högre anställning än senior forskare. Uppgifterna består främst av forskning och forskningsledning; även handledning av doktorander (som ofta är anställda vid forskningsinstitut) kan ingå i uppgifterna. En forskare I är vanligtvis ledare för en forskargrupp och har ofta andra ledarpositioner. Många forskare I har även en sidoanställning som professor II vid ett universitet. En kommitté, Stillingsstrukturutvalget, föreslog 2021 att ändra titeln forskare I till professor.

## Koder
I staten fanns det fyra stillingskoder (SKO) för professorer fram till 2019: SKO 1013 är den normala koden för ordinarie professorer. SKO 8013 och SKO 9301 var koder för professor II, men från 2019 används den vanliga koden 1013 även för professorer II. SKO 1404 är en lite använd kod för professorer med särskilda ledningsuppgifter. SKO 1183 är en kod för forskare med professorskompetens. Alla dessa är vetenskapligt på samma nivå.